# Kidupen
Kidupen is een bestuurslaag in het regentschap Karo van de provincie Noord-Sumatra, Indonesië. Kidupen telt 1215 inwoners (volkstelling 2010).